# LEO (佐々木亮介のアルバム)
『LEO』（レオ）は、佐々木亮介 (a flood of circle) のファーストソロ・ミニアルバム。

## 概要
- 佐々木亮介が単身メンフィスに渡り、アル・グリーンを始めとしたソウルミュージック全盛期の大ヒット曲を生み出し、近年ではジョン・メイヤー、キース・リチャーズ、そしてグラミー賞を受賞したMark Ronson ft. Bruno Marsの「Uptown Funk」がレコーディングされたロイヤルスタジオ（英語版）で制作されたミニ・アルバム[1]。
- バンドメンバーはMichael Toles(ギター）、Leroy Hodges（ベース）、 Cody Dickinson（ドラム）、Charles Hodges（キーボード）[1]。
- ソウルやブルースのような佐々木の核にあるサウンドに加え、ヒップホップ的なアプローチも見られる。
- タイトルの「LEO」は、現地のプロデューサーやバンドメンバーから「リョウ」と呼ばれていたことから。
- 初回生産限定盤にはメンフィスでのレコーディングや、現地のジュークジョイント（英語版）でのセッション風景などを収録したDVDが同梱された[1]。

## 収録曲
全作詞・全作曲・編曲：佐々木亮介
1. Night Swimmers - 4:35
2. Strange Dancer - 5:16
3. Hustle - 4:16
4. Roadside Flowers - 4:11
5. Blanket Song - 4:11
6. 無題 - 5:58

## 参加ミュージシャン
- マイケル・トールズ[1]（ギター / バーケイズ）
  - 初期バーケイズのギタリスト。その後、サザン・ソウルの名盤やリトル・ミルトン、アルバート・キングのスタックス・レコーディングにも参加。
- リロイ・ホッジス（英語版）[1]（ベース / ハイ・リズム・セクション（英語版））
- チャールズ・ホッジス（英語版）[1]（キーボード / ハイ・リズム・セクション） 
  - ハイ・リズム・セクションは、多くのハイ・レコード・アーティストのバッキングを担当したメンフィス・ソウルのリズム隊。ギターのティーニー・ホッジス（英語版）を加えたホッジス兄弟を中心とした、ロイヤル・スタジオのハウス・バンドとして知られる。
- コーディ・ディッキンソン[1]（ドラム / ノース・ミシシッピ・オールスターズ（英語版））
  - 伝説のプロデューサー、ジム・ディッキンソン（英語版）の息子。兄のルーサー・ディッキンソン（英語版）（ギター / ブラック・クロウズ）と1996年にノース・ミシシッピ・オールスターズを結成。
- ROYAL HORNS[1](Marc Franklin-トランペット/ Kirk Smothers -バリトンサックス、フルート/ Lannie McMillan-テナーサックス、ホーン)

### レコーディングエンジニア&プロデューサー
- ローレンス・ミッチェル（英語版）

### マスタリングエンジニア
- グレッグ・カルビ（英語版）（スターリング・サウンド（英語版））